# Safi
För andra betydelser, se Safi (olika betydelser).

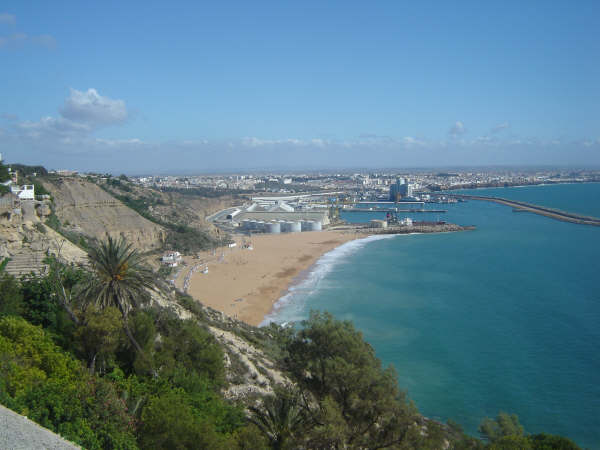
Kustparti vid Safi.

Safi (även Saffi, Asfi eller Asaffi, arabiska آسفي, berberspråk ⴰⵙⴼⵉ) är en stad i Marocko, vid Atlantkusten, cirka 140 km nordost om Marrakech, vars hamnstad den fungerar som. Staden är administrativ huvudort för provinsen Safi som tillhör regionen Marrakech-Safi. Folkmängden uppgick till 308 508 invånare vid folkräkningen 2014.
Safi är ändstation på järnvägen, och här bearbetas och utskeppas fosfat. I staden finns betydande sardinfiske samt konserv- och textilindustri. Här drevs förr betydande handel med marockanskt läder, vars namn saffian härrör från exportorten.
Enligt traditionen grundades Safi av Karthago. Stadens citadell är ett minne av den portugisiska ockupationen 1508-1541. Thor Heyerdahls Ra-expeditioner startade här.

## Stadsbild
Gamla staden kännetecknas av trånga gator. Däremot har nyare stadsdelar breda allér och vitmålade hus. I norra delen finns strandavsnitt med höga vågor som ofta besöks av surfare. Här hölls året 2006 tävlingen Billabong Challange.